# Grúz labdarúgó-válogatott
A grúz labdarúgó-válogatott Grúzia nemzeti csapata, amelyet a grúz labdarúgó-szövetség (grúzul: საქართველოს ფეხბურთის ფედერაცია, magyar átírásban: Szakartvelosz Pehburtisz Pederacia) irányít. Grúzia 1990. május 27-én játszotta első, de nem hivatalos mérkőzését, mert azt megelőzően a Szovjetunió része volt. Először az 1996-os Európa-bajnokság selejtezőiben indult. Még egyetlen világbajnokságra sem jutott ki. Történetük során először 2024-ben jutottak ki az Európa-bajnokságra.

## A válogatott története
A grúz labdarúgó-válogatott története 1990-ben kezdődött, előtte ugyanis a Szovjetunió részei voltak. Első mérkőzésüket 1990. május 27-én játszották Litvánia ellen, ami 2–2-s döntetlennel végződött.
A Grúz labdarúgó-szövetség 1992-ben lett tagja az UEFA-nak és a FIFA-nak. Az 1996-os Európa-bajnokság selejtezőiben mutatkoztak be először. Csoportjukban a harmadik helyen végeztek Moldova és Wales előtt, de 7 ponttal lemaradva Bulgária mögött. Walest 5–0-ra verték hazai pályán.
Az 1998-as világbajnokság selejtezőiben 10 pontot gyűjtve a negyedik helyen végeztek csoportjukban.
A 2000-es Európa-bajnokság selejtezőiben a 2. csoportban szerepeltek Norvégia, Szlovénia, Görögország, Lettország és Albánia társaságában. Három győzelemmel, négy döntetlennek és három vereséggel az ötödik helyen zárták a selejtezőket.
A 2002-es világbajnokság selejtezőiben Litvániát kétszer is legyőzték, idegenben 4–0-ra, hazai pályán 2–0-ra. Magyarország ellen szintén odahaza nyertek 3–1-re, Romániával pedig idegenben játszottak 1–1-s döntetlent. Végül Olaszország és Románia mögött a csoport 3. helyén végeztek 10 ponttal.
A 2004-es Eb selejtezőiben az utolsó helyen zártak, de Oroszországot 1–0-ra legyőzték. A 2006-os vb selejtezőiben két győzelmet értek el; Albániát hazai pályán 2–0-ra, Kazahsztánt idegenben verték 2–1-re. A 7 tagú csoportban a 6. helyet szerezték meg.
A 2008-as Európa-bajnokság selejtezőiben Skóciát 2–0-ra verték hazai pályán. Feröer ellen idegenben győztek 6–0-ra. A 2010-es világbajnoki selejtezőkben egyetlen mérkőzést sem nyertek. A három döntetlen mellett hét vereség állt a nevük mellett.
A 2012-es Európa-bajnokság selejtezőiben 10 mérkőzésen 10 pontot szereztek. A két győztes selejtező közül kiemelkedett a Horvátország elleni 1–0-s hazai siker.
A 2014-es világbajnokság selejtezőinek I csoportjában egy győzelemmel, két döntetlennel és öt vereséggel Spanyolország, Franciaország és Finnország mögött az utolsó előtti helyen végeztek.
A 2016-os Európa-bajnokság selejtezőiben Gibraltárt oda-vissza megverték, Skóciát pedig hazai pályán sikerült 1–0-ra legyőzniük.
A 2018-as világbajnokság selejtezőiben Ausztria, Szerbia, Írország, Moldova és Wales társaságában a D csoportba kerültek.
2024-ben történetük során először kijutottak a futball EB-re.

## Nemzetközi eredmények

### Világbajnokság
| Világbajnokság | Világbajnokság            | Világbajnokság            | Világbajnokság            | Világbajnokság            | Világbajnokság            | Világbajnokság            | Világbajnokság            | Világbajnokság            | Világbajnokság            | Selejtezők                | Selejtezők                | Selejtezők                | Selejtezők                | Selejtezők                | Selejtezők                | Selejtezők                |
| Év             | Eredmény                  | H.                        | M                         | Gy                        | D                         | V                         | G+                        | G–                        | Keret                     | H.                        | M                         | Gy                        | D                         | V                         | G+                        | G–                        |
| -------------- | ------------------------- | ------------------------- | ------------------------- | ------------------------- | ------------------------- | ------------------------- | ------------------------- | ------------------------- | ------------------------- | ------------------------- | ------------------------- | ------------------------- | ------------------------- | ------------------------- | ------------------------- | ------------------------- |
| 1930–1990      | A Szovjetunió része volt. | A Szovjetunió része volt. | A Szovjetunió része volt. | A Szovjetunió része volt. | A Szovjetunió része volt. | A Szovjetunió része volt. | A Szovjetunió része volt. | A Szovjetunió része volt. | A Szovjetunió része volt. | A Szovjetunió része volt. | A Szovjetunió része volt. | A Szovjetunió része volt. | A Szovjetunió része volt. | A Szovjetunió része volt. | A Szovjetunió része volt. | A Szovjetunió része volt. |
| 1994           | nem indult                | nem indult                | nem indult                | nem indult                | nem indult                | nem indult                | nem indult                | nem indult                | nem indult                | nem indult                | nem indult                | nem indult                | nem indult                | nem indult                | nem indult                | nem indult                |
| 1998           | nem jutott ki             | nem jutott ki             | nem jutott ki             | nem jutott ki             | nem jutott ki             | nem jutott ki             | nem jutott ki             | nem jutott ki             | nem jutott ki             | 4.                        | 8                         | 3                         | 1                         | 4                         | 7                         | 9                         |
| 2002           | nem jutott ki             | nem jutott ki             | nem jutott ki             | nem jutott ki             | nem jutott ki             | nem jutott ki             | nem jutott ki             | nem jutott ki             | nem jutott ki             | 3.                        | 8                         | 3                         | 1                         | 4                         | 12                        | 12                        |
| 2006           | nem jutott ki             | nem jutott ki             | nem jutott ki             | nem jutott ki             | nem jutott ki             | nem jutott ki             | nem jutott ki             | nem jutott ki             | nem jutott ki             | 6.                        | 12                        | 2                         | 4                         | 6                         | 14                        | 25                        |
| 2010           | nem jutott ki             | nem jutott ki             | nem jutott ki             | nem jutott ki             | nem jutott ki             | nem jutott ki             | nem jutott ki             | nem jutott ki             | nem jutott ki             | 6.                        | 10                        | 0                         | 3                         | 7                         | 7                         | 19                        |
| 2014           | nem jutott ki             | nem jutott ki             | nem jutott ki             | nem jutott ki             | nem jutott ki             | nem jutott ki             | nem jutott ki             | nem jutott ki             | nem jutott ki             | 4.                        | 8                         | 1                         | 2                         | 5                         | 3                         | 10                        |
| 2018           | nem jutott ki             | nem jutott ki             | nem jutott ki             | nem jutott ki             | nem jutott ki             | nem jutott ki             | nem jutott ki             | nem jutott ki             | nem jutott ki             | 5.                        | 10                        | 0                         | 5                         | 5                         | 8                         | 14                        |
| 2022           | nem jutott ki             | nem jutott ki             | nem jutott ki             | nem jutott ki             | nem jutott ki             | nem jutott ki             | nem jutott ki             | nem jutott ki             | nem jutott ki             | 4.                        | 8                         | 2                         | 1                         | 5                         | 6                         | 12                        |
| 2026           | később                    | később                    | később                    | később                    | később                    | később                    | később                    | később                    | később                    | később                    | később                    | később                    | később                    | később                    | később                    | később                    |
| 2030           | később                    | később                    | később                    | később                    | később                    | később                    | később                    | később                    | később                    | később                    | később                    | később                    | később                    | később                    | később                    | később                    |
| 2034           | később                    | később                    | később                    | később                    | később                    | később                    | később                    | később                    | később                    | később                    | később                    | később                    | később                    | később                    | később                    | később                    |
| Összesen       |                           | 0/7                       | –                         | –                         | –                         | –                         | –                         | –                         | –                         | Összesen                  | 64                        | 11                        | 17                        | 36                        | 57                        | 101                       |

### Európa-bajnokság
| Európa-bajnokság | Európa-bajnokság          | Európa-bajnokság          | Európa-bajnokság          | Európa-bajnokság          | Európa-bajnokság          | Európa-bajnokság          | Európa-bajnokság          | Európa-bajnokság          | Európa-bajnokság          | Selejtezők                | Selejtezők                | Selejtezők                | Selejtezők                | Selejtezők                | Selejtezők                | Selejtezők                |
| Év               | Eredmény                  | H.                        | M                         | Gy                        | D                         | V                         | G+                        | G–                        | Keret                     | H.                        | M                         | Gy                        | D                         | V                         | G+                        | G–                        |
| ---------------- | ------------------------- | ------------------------- | ------------------------- | ------------------------- | ------------------------- | ------------------------- | ------------------------- | ------------------------- | ------------------------- | ------------------------- | ------------------------- | ------------------------- | ------------------------- | ------------------------- | ------------------------- | ------------------------- |
| 1960–1992        | A Szovjetunió része volt. | A Szovjetunió része volt. | A Szovjetunió része volt. | A Szovjetunió része volt. | A Szovjetunió része volt. | A Szovjetunió része volt. | A Szovjetunió része volt. | A Szovjetunió része volt. | A Szovjetunió része volt. | A Szovjetunió része volt. | A Szovjetunió része volt. | A Szovjetunió része volt. | A Szovjetunió része volt. | A Szovjetunió része volt. | A Szovjetunió része volt. | A Szovjetunió része volt. |
| 1996             | nem jutott ki             | nem jutott ki             | nem jutott ki             | nem jutott ki             | nem jutott ki             | nem jutott ki             | nem jutott ki             | nem jutott ki             | nem jutott ki             | 3.                        | 10                        | 5                         | 0                         | 5                         | 14                        | 13                        |
| 2000             | nem jutott ki             | nem jutott ki             | nem jutott ki             | nem jutott ki             | nem jutott ki             | nem jutott ki             | nem jutott ki             | nem jutott ki             | nem jutott ki             | 6.                        | 10                        | 1                         | 2                         | 7                         | 8                         | 18                        |
| 2004             | nem jutott ki             | nem jutott ki             | nem jutott ki             | nem jutott ki             | nem jutott ki             | nem jutott ki             | nem jutott ki             | nem jutott ki             | nem jutott ki             | 5.                        | 8                         | 2                         | 1                         | 5                         | 8                         | 14                        |
| 2008             | nem jutott ki             | nem jutott ki             | nem jutott ki             | nem jutott ki             | nem jutott ki             | nem jutott ki             | nem jutott ki             | nem jutott ki             | nem jutott ki             | 6.                        | 12                        | 3                         | 1                         | 8                         | 16                        | 19                        |
| 2012             | nem jutott ki             | nem jutott ki             | nem jutott ki             | nem jutott ki             | nem jutott ki             | nem jutott ki             | nem jutott ki             | nem jutott ki             | nem jutott ki             | 5.                        | 10                        | 2                         | 4                         | 4                         | 7                         | 9                         |
| 2016             | nem jutott ki             | nem jutott ki             | nem jutott ki             | nem jutott ki             | nem jutott ki             | nem jutott ki             | nem jutott ki             | nem jutott ki             | nem jutott ki             | 5.                        | 10                        | 3                         | 0                         | 7                         | 10                        | 16                        |
| 2020             | nem jutott ki             | nem jutott ki             | nem jutott ki             | nem jutott ki             | nem jutott ki             | nem jutott ki             | nem jutott ki             | nem jutott ki             | nem jutott ki             | 4. (pótselejtező)         | 10                        | 3                         | 2                         | 5                         | 8                         | 12                        |
| 2024             | Nyolcaddöntő              | 15.                       | 4                         | 1                         | 1                         | 2                         | 5                         | 8                         | Keret                     | 4. (pótselejtező)         | 10                        | 3                         | 3                         | 4                         | 14                        | 18                        |
| 2028             | később                    | később                    | később                    | később                    | később                    | később                    | később                    | később                    | később                    | később                    | később                    | később                    | később                    | később                    | később                    | később                    |
| 2032             | később                    | később                    | később                    | később                    | később                    | később                    | később                    | később                    | később                    | később                    | később                    | később                    | később                    | később                    | később                    | később                    |
| Összesen         |                           | 1/8                       | 4                         | 1                         | 1                         | 2                         | 5                         | 8                         |                           | Összesen                  | 80                        | 22                        | 13                        | 45                        | 85                        | 119                       |

### UEFA Nemzetek Ligája
| Csoportkör / Negyeddöntő / Osztályozó | Csoportkör / Negyeddöntő / Osztályozó | Csoportkör / Negyeddöntő / Osztályozó | Csoportkör / Negyeddöntő / Osztályozó | Csoportkör / Negyeddöntő / Osztályozó | Csoportkör / Negyeddöntő / Osztályozó | Csoportkör / Negyeddöntő / Osztályozó | Csoportkör / Negyeddöntő / Osztályozó | Csoportkör / Negyeddöntő / Osztályozó | Csoportkör / Negyeddöntő / Osztályozó | Csoportkör / Negyeddöntő / Osztályozó | Csoportkör / Negyeddöntő / Osztályozó | Egyenes kieséses szakasz | Egyenes kieséses szakasz | Egyenes kieséses szakasz | Egyenes kieséses szakasz | Egyenes kieséses szakasz | Egyenes kieséses szakasz | Egyenes kieséses szakasz | Egyenes kieséses szakasz | Egyenes kieséses szakasz |
| Szezon                                | Liga                                  | Csoport                               | H                                     | M                                     | Gy                                    | D                                     | V                                     | G+                                    | G–                                    | Feljutás/kiesés                       | Helyezés                              | Év                       | Eredmény                 | M                        | Gy                       | D                        | V                        | G+                       | G–                       | Keret                    |
| ------------------------------------- | ------------------------------------- | ------------------------------------- | ------------------------------------- | ------------------------------------- | ------------------------------------- | ------------------------------------- | ------------------------------------- | ------------------------------------- | ------------------------------------- | ------------------------------------- | ------------------------------------- | ------------------------ | ------------------------ | ------------------------ | ------------------------ | ------------------------ | ------------------------ | ------------------------ | ------------------------ | ------------------------ |
| 2018–19                               | D                                     | 1.                                    | 1.                                    | 6                                     | 5                                     | 1                                     | 0                                     | 12                                    | 2                                     | Növekedés                             | 40.                                   | 2019                     | nem jutott be            | nem jutott be            | nem jutott be            | nem jutott be            | nem jutott be            | nem jutott be            | nem jutott be            | nem jutott be            |
| 2020–21                               | C                                     | 2.                                    | 3.                                    | 6                                     | 1                                     | 4                                     | 1                                     | 6                                     | 6                                     | Állandó                               | 42.                                   | 2021                     | nem jutott be            | nem jutott be            | nem jutott be            | nem jutott be            | nem jutott be            | nem jutott be            | nem jutott be            | nem jutott be            |
| 2022–23                               | C                                     | 4.                                    | 1.                                    | 6                                     | 5                                     | 1                                     | 0                                     | 16                                    | 3                                     | Növekedés                             | 33.                                   | 2023                     | nem jutott be            | nem jutott be            | nem jutott be            | nem jutott be            | nem jutott be            | nem jutott be            | nem jutott be            | nem jutott be            |
| 2024–25                               | B                                     | 1.                                    | 3.                                    | 8                                     | 4                                     | 1                                     | 3                                     | 16                                    | 7                                     | Állandó                               | 26.                                   | 2025                     | nem jutott be            | nem jutott be            | nem jutott be            | nem jutott be            | nem jutott be            | nem jutott be            | nem jutott be            | nem jutott be            |
| 2026–27                               | B                                     |                                       |                                       |                                       |                                       |                                       |                                       |                                       |                                       |                                       |                                       | 2027                     | nem jutott be            | nem jutott be            | nem jutott be            | nem jutott be            | nem jutott be            | nem jutott be            | nem jutott be            | nem jutott be            |
| Összesen                              | Összesen                              | Összesen                              | Összesen                              | 26                                    | 15                                    | 7                                     | 4                                     | 50                                    | 18                                    |                                       |                                       |                          | 0/5                      | –                        | –                        | –                        | –                        | –                        | –                        |                          |

## Válogatottsági rekordok
Az adatok 2016. november 12. állapotoknak felelnek meg.
- A még aktív játékosok (félkövérrel) vannak megjelölve.

| #  | Játékos            | Időszak | Mérk. | Gólok     |
| -- | ------------------ | ------- | ----- | --------- |
| 1  | Levan Kobiasvili   | 100     | 12    | 1996–2011 |
| 2  | Zurab Hizanisvili  | 93      | 1     | 1999–2015 |
| 3  | Kaha Kaladze       | 83      | 1     | 1996–2011 |
| 4  | Georgi Nemsadze    | 69      | 0     | 1992–2004 |
| 5  | Aleksandre Iasvili | 67      | 15    | 1996–2011 |
| 6  | Dzsaba Kankava     | 62      | 7     | 2004–     |
| 6  | Gocsa Dzsamarauli  | 62      | 6     | 1994–2004 |
| 8  | Sota Arveladze     | 61      | 26    | 1992–2007 |
| 9  | Davit Kvirkvelia   | 59      | 0     | 2003–     |
| 10 | Levan Ckitisvili   | 58      | 1     | 1995–2009 |

| #  | Játékos              | Gól | Vál. | Időszak   |
| -- | -------------------- | --- | ---- | --------- |
| 1  | Sota Arveladze       | 26  | 61   | 1992–2007 |
| 2  | Temur Kecbaia        | 17  | 52   | 1990–2003 |
| 3  | Aleksandre Iasvili   | 15  | 67   | 1996–2011 |
| 4  | Giorgi Demetradze    | 12  | 56   | 1996–2007 |
| 4  | Levan Kobiasvili     | 12  | 100  | 1996–2011 |
| 6  | Mikheil Kavelashvili | 9   | 46   | 1991–2002 |
| 7  | Giorgi Kinkladze     | 8   | 54   | 1992–2005 |
| 7  | Tornike Okriasvili   | 8   | 34   | 2010–     |
| 7  | Davit Sziradze       | 8   | 28   | 2004–2011 |
| 10 | Dzsaba Kankava       | 7   | 62   | 2004–     |

### Ismert játékosok
- Arcsil Arveladze
- Sota Arveladze
- Georgiu Demetradze
- Kaha Kaladze
- Temuri Kecbaia
- Murtaz Hurcilava
- Georgiu Kinkladze
- Georgiu Nemszadze

## Szövetségi kapitányok
| - Roberto Vicente (1992) - Giga Norakidze (1992) - Aleksandr Chivadze (1993–1996) - Vladimir Gutsaev (1996) - David Kipiani (1997) - Vladimir Gutsaev (1998) - Gigla Imnadze (1998, caretaker) | - Vladimir Gutsaev (1998–1999) - Johan Boskamp (1999) - David Kipiani és Revaz Dzodzuashvili (2000–2001) - Aleksandr Chivadze (2001–2003) - Ivo Šušak (2003) - Merab Jordania (2003) - Gocha Tqhebuchava (2004) | - Alain Giresse (2004–2005) - Gayoz Darsadze (2005) - Klaus Toppmöller (2006–2008) - Héctor Cúper (2008–2009) - Temuri Ketsbaia (2010–2014) - Kakhaber Tskhadadze (2014–2016) - Vladimír Weiss (2016–2020) - Willy Sagnol (2021–) |

## Lásd még
- Grúz U21-es labdarúgó-válogatott
- Grúz női labdarúgó-válogatott